# Ralph Gubbins
Ralph Grayham Gubbins (Ellesmere Port, 31 januari 1932 – 12 september 2011) was een Engels voetballer die aanvaller speelde. Gubbins speelde bijna 250 wedstrijden in de Football League voor drie clubs tussen 1952 en 1964, alvorens hij zijn carrière afsloot op amateurniveau.

## Carrière
Gubbins, geboren in Ellesmere Port, speelde in de Football League namens Bolton Wanderers, Hull City en Tranmere Rovers FC, alvorens hij op amateurniveau ging voetballen bij Wigan Athletic.
In zijn tijd bij Bolton verving Gubbins de geblesseerde Nat Lofthouse in de halve finale van de FA Cup 1956-1957. In deze wedstrijd scoorde hij tweemaal, waardoor zijn club doorging naar de finale. Lofthouse keerde terug in de finale, welke met 2−1 werd gewonnen van Manchester United. Hij speelde één seizoen met Wigan in de Cheshire County League, waarin hij zeven doelpunten scoorde in dertig wedstrijden.
Gubbins overleed op 12 september 2011. Hij liet een vrouw en vier kinderen achter.